# 横浜市立中村小学校
横浜市立中村小学校（よこはましりつ なかむらしょうがっこう）は、神奈川県横浜市南区にある公立小学校。横浜市立中村特別支援学校を併設している。

## 沿革
- 1951年（昭和26年） - 開校。
- 1952年（昭和27年）- 校旗を制定。
- 1964年（昭和39年）4月1日 - 特殊学級を設置。

## アクセス
- 市営バス・京急バスで、浦舟町バス停下車後、徒歩2分。
- 横浜市営地下鉄阪東橋駅下車後、徒歩7分。